# کمستوک (دهانه)
کمستوک یک دهانه برخوردی در ماه‌ است.

## دهانه‌های اقماری
این دهانه ۲ دهانه اقماری دارد.
| Comstock | عرض جغرافیایی | طول جغرافیایی | قطر          |
| -------- | ------------- | ------------- | ------------ |
| A        | ۲۴.۸° N       | ۱۲۱.۲° W      | ۲۱.۰ کیلومتر |
| P        | ۲۰.۱° N       | ۱۲۲.۷° W      | ۲۶.۰ کیلومتر |